# Пегас (карликовая неправильная галактика)
Пегас (также Peg dIrr, Peg DIG, Карликовая в Пегасе) — галактика, неправильная по структуре и карликовая по светимости, находящаяся в созвездии Пегас. Она была обнаружена А.Г. Уилсоном в 1950-х годах. Входит в подгруппу Андромеды в Местной группе.

## Главная информация
Принадлежность Карликовой неправильной галактики в Пегасе к Местной группе галактик была установлена Тулли и Фишером в 1975 году. Оценка расстояния до галактики и её возраста по металличности вершины ветви красных гигантов были предметом обсуждения в научной литературе. В 2000 году расстояние до Карликовой неправильной галактики в Пегасе было определено с точностью до 10 %,
а затем в 2005 году результат был улучшен до 3 % точности; таким образом, современная оценка расстояния до галактики составляет 919(30) кпк, тогда как ранние оценки в 1980-х годах давали вдвое большее расстояние 1,7—1,8 Мпк.

Положение Карликовой в Пегасе в Местной группе.

## В популярной культуре
Основные события фантастического телесериала Звёздные врата: Атлантида происходят в «галактике Пегас», хотя прямо не указано, какая именно из двух известных — неправильная или сфероидальная. Однако, когда в одной из серий на полпути от станции демонстрируется галактика Пегас, то показывается именно неправильная галактика. Кроме того, при обсуждении нового моста для «межгалактических врат Маккея — Картер», генерал Хэнк Лэндри утверждал, что расстояние между галактиками Пегас и Млечный Путь составляет «три миллиона световых лет», что соответствует расстоянию именно до карликовой неправильной галактики.